# Xiangcheng (Zhangzhou)
Der Stadtbezirk Xiangcheng (chinesisch 芗城区, Pinyin Xiāngchéng Qū) ist der Verwaltungssitz der chinesischen bezirksfreien Stadt Zhangzhou im Süden der Provinz Fujian. Er wurde 1985 gegründet und entspricht in etwa der ehemaligen kreisfreien Stadt Zhangzhou, die mit seiner Gründung aufgelöst wurde. Xiangcheng liegt etwa 40 Kilometer landeinwärts von der Mündung des Jiulong Jiang an der Einmündung eines Nebenarms. Zusammen mit dem Stadtbezirk Longwen (龙文区) bildet er die städtische Agglomeration Zhangzhous.
Xiangcheng hat 638.060 Einwohner (Stand: Zensus 2020) und ein Bruttoinlandsprodukt von 11,6 Milliarden Renminbi. Das BIP pro Kopf betrug 22.494 Renminbi und lag erheblich über dem Durchschnitt der Provinz Fujian.
Der Stadtbezirk hat eine über zweitausendjährige Geschichte und war im 17. Jahrhundert Mittelpunkt der Auswanderer nach Taiwan, später nach Singapur, Penang und Jakarta.
Xiangcheng ist in der Volksrepublik China als Stadt der Blumen und Früchte bekannt. Bekannt sind vor allem die sechs Früchte: Mandarinen, Litschi, Bananen, Longan, Pomelo und Ananas sowie die drei kostbaren Blumen: Narzisse, Kamelie und Orchidee.

## Demographie

### Ethnische Gliederung der Bevölkerung von Xiangcheng (2000)
Xiangcheng hat eine Fläche von 263,6 km². Beim Zensus 2000 wurden 433.194 Einwohner gezählt (Bevölkerungsdichte 1.712,23 Einw./km²).
| Name des Volkes                              | Einwohner | Anteil  |
| -------------------------------------------- | --------- | ------- |
| Han                                          | 426.933   | 98,55 % |
| She                                          | 4.332     | 1,0 %   |
| Tujia                                        | 790       | 0,18 %  |
| Miao                                         | 295       | 0,07 %  |
| Hui                                          | 224       | 0,05 %  |
| Mandschu                                     | 104       | 0,02 %  |
| Dong                                         | 88        | 0,02 %  |
| ethnische Zugehörigkeit noch nicht definiert | 66        | 0,02 %  |
| Mongolen                                     | 64        | 0,01 %  |
| Sonstige                                     | 298       | 0,08 %  |